# (4765) Wasserburg
(4765) Wasserburg est un astéroïde de la ceinture principale, de la famille de Hungaria.

## Description
(4765) Wasserburg est un astéroïde de la ceinture principale, de la famille de Hungaria. Il présente une orbite caractérisée par un demi-grand axe de 1,95 UA, une excentricité de 0,06 et une inclinaison de 23,7° par rapport à l'écliptique.

## Compléments